# Otto Drescher
Otto Johann Drescher (ur. 5 października 1895 w Niklu, zm. 13 sierpnia 1944 w Kłajpedzie) – austro-węgierski, następnie niemiecki wojskowy, generalleutnant.

## Odznaczenia
- Krzyż Rycerski Krzyża Żelaznego (1944)
- Złoty Krzyż Niemiecki (1942)
- Srebrna Odznaka za Rany
- Czarna Odznaka za Rany
- Order Korony Żelaznej III klasy z dekoracją wojenną i mieczami (Austro-Węgry)[1]
- Krzyż Zasługi Wojskowej z dekoracją wojenną i mieczami (Austro-Węgry)[1]
- Srebrny Medal Zasługi Wojskowej z mieczami i podwójnym nadaniem (Austro-Węgry)[1]
- Brązowy Medal Zasługi Wojskowej z mieczami (Austro-Węgry)[1]
- Srebrny Medal Waleczności II klasy (Austro Węgry)[1]
- Krzyż Wojskowy Karola (Austro-Węgry)[1]